# Шахтна атмосфера
Шахтна атмосфера — суміш атм. повітря і газів, що виділяється в шахті і заповнює гірничу виробку.

## Загальний опис
Осн. частини Ш.а. — кисень, азот, вуглекислий газ; в ній можуть бути присутніми також отруйні (оксиди вуглецю, оксиди азоту, сірчистий ангідрид, сірководень, акролеїн, альдегіди і інш.), вибухові (метан, водень і інш.) і радіоактивні гази, пари води. Хім. склад Ш.а. залежить від геол. умов, технології видобутку корисних копалин, типу обладнання, що застосовується. Осн. джерела хім. забруднення Ш.а. — газовиділення з гірських порід, процеси окиснення, вибухові роботи, гірн. обладнання.
Зокрема при вибухових роботах утворюються отруйні гази NO2 i CO, на деяких рудниках з порід виділяється сірководень, аміак. В результаті вміст кисню в шахтному повітрі дещо нижчий, ніж у земній атмосфері, вуглекислого газу — вищий. Необхідність перебування в гірн. виробках людей зумовлює жорсткі вимоги до складу Ш.а. Гранично допустимий вміст газів у Ш.а. (% об'єму): кисень 20; вуглекислий газ 0,5-1; метан 0,5-2; водень 0,5; оксид вуглецю 0,0017; оксиди азоту 0,00026; сірчистий ангідрид 0,00038; сірководень 0,00071; акролеїн 0,00009; формальдегід 0,00004.
Шахти України за виділенням горючих газів поділяються на дек. категорій (див. газовий режим). Вологість повітря в шахті змінюється від 15 до 100 %. Осн. способи забезпечення нормального хім. складу Ш.а. — дегазація і вентиляція шахт. Гігієнічні норми вмісту пилу в Ш.а. залежать від його шкідливості і для неотруйного пилу складають від 1 (кварц і т. ін.) до 10 (кам. вугілля, магнезит) мг/м3. Осн. способи боротьби з пилом: зрошування, вентиляція. Т-ра повітря в шахті підвищується з глибиною. Макс. допустима т-ра повітря в шахті 22-26 оС, мінімальна — мінус 6 оС. Підтримка її в заданих межах здійснюється теплоізоляцією стін, підігріванням повітря при надходженні його в шахту в зимовий час, охолоджуванням у глибоких шахтах за допомогою спец. холодильних установок. Атм. тиск при опусканні в шахту збільшується. У глибоких шахтах він може досягати 113 кПа (850 мм рт. ст.). Контроль параметрів Ш.а. здійснюється за допомогою газоаналізаторів, анемометрів, барометрів, психометрів, датчиків запиленості тощо.